# Луч (Первомайський район)
Луч (рос. Луч) — селище у складі Первомайського району Оренбурзької області, Росія.

## Населення
Населення — 253 особи (2010; 303 у 2002).
Національний склад (станом на 2002 рік):
- казахи — 54 %
- росіяни — 34 %